# Ophisma ibona
Ophisma ibona är en fjärilsart som beskrevs av Carl Plötz 1880. Ophisma ibona ingår i släktet Ophisma och familjen nattflyn. Inga underarter finns listade i Catalogue of Life.